# Johann Fiechtner
Johann Fiechtner (* im 17. Jahrhundert; † 1692) war ein deutscher Bildhauer.
Fiechtner war Ende des 17. Jahrhunderts in Nürnberg tätig. Dort erhielt er am 6. März 1689 das Bürgerrecht. Er erwarb 1690 ein Haus in der Straße Unter den Hutern (heute: Kaiserstraße 18). Das Totenbuch der Stadt verzeichnet seine Beisetzung am 26. September 1692. Er war seit mit einer Helena Susanna verheiratet, diese überlebte ihn und verkaufte das Haus 1693 wieder.